# Aagt Jafies
Aagt Jafies även känd som Aagt Jansdochter, död 2 augusti 1572 i Haarlem, var en holländsk mordbrännare, känd som angivare under nederländska frihetskriget.  
Aagt Jafies beskrivs som en religiös kvinna; då den beryktade kättarjägaren Jacob Foppens 1569 blev borgmästare i Haarlem samarbetade hon med honom som angivare av folk för kätteri. Hon avlyssnade hushåll, utpressade folk och angav dem som inte ville betala för kätteri. Bland hennes mest berömda offer fanns Anneke Ogiers. Då Haarlem gjorde uppror mot Spanien 1572 lämnade både Jafies och Foppens staden. Kort därefter utbröt dock bränder i Haarlem, och Jafies upptäcktes som en av dem som anlagt dessa. Hon ansågs skyldig till mordbrand, dömdes till döden och avrättades genom bränning på bål. Jafies användes inom propagandan under kriget och har skildrats inom litteraturen.